# Cidade de Fiume e arredores
```
   |-
       |
Erro:
:  
valor não especificado para "
nome_comum
"

   |-
       | 
Erro:
:  
valor não especificado para "
continente
"
```

Cidade de Fiume e seu distrito (em húngaro:  Fiume város és kerülete), também conhecida como Corpus separatum, um termo latino que significa "corpo separado", refere-se ao status da cidade de Fiume (moderna Rijeka, Croácia) que recebeu um status jurídico e político especial diferente de seu ambiente sob o domínio do Reino da Hungria. Formalmente conhecida como foi instituído pela imperatriz Maria Theresa em 1779, determinando o status semiautônomo de Fiume na Monarquia dos Habsburgos até a queda do Império Austro-Húngaro em 1918 - é o caso conhecido mais duradouro de um corpus realmente implementado separatum.

## Origem
Maria Teresa, com sua decisão soberana de 2 de outubro de 1776, renunciou à posse de Fiume, que por muito tempo foi administrado com os feudos hereditários internos austríacos adjacentes dos Habsburgos no interior do Sacro Império Romano, e o entregou ao Reino da Hungria, da qual ela também era rainha, com o objetivo de promover o comércio. Como a Hungria propriamente dita era de cerca de 500 quilômetros de distância, a cidade foi inicialmente anexada ao Reino dos Habsburgos da Croácia, cujo território começou a leste das muralhas da cidade. A Croácia era governada em união pessoal com a Hungria desde 1102, e com ela formou as Terras da Coroa de Santo Estêvão.
Dois anos e meio depois, Maria Teresa, na qualidade de rainha da Hungria, por rescrito real de 23 de abril de 1779, sujeitou a cidade de Fiume diretamente à coroa húngara como um corpus separatum (isto é, não como parte da Croácia, que estava em uma união pessoal com a Hungria). Como Fiume tinha que desempenhar uma função semelhante para a Hungria, como Trieste fazia nas terras dos Habsburgos, as propriedades húngaras (e provavelmente a rainha) queriam conceder à cidade um grau de autonomia institucional semelhante ao que já gozava por Trieste. Segundo o rescrito de Maria Theresa, Fiume foi criado como um corpus separatum - ou seja, um corpo político com maior autonomia que uma cidade imperial livre ou um condado húngaro, e um território comparável às outras partes anexas que constituem a Coroa de Santo Estêvão. A posição da cidade era, portanto, comparável à do regna: como Trieste era considerada uma terra da coroa das terras hereditárias austríacas (Erblande), então Fiume era considerado um pars adnexa da coroa.
Após a recriação real de 23 de abril de 1779, foi montado o cenário para todos os confrontos políticos que aconteceriam em Fiume por mais de um século e meio. Em certo sentido, pode-se dizer que toda a história que se seguiu foi uma longa nota de rodapé sobre como interpretar os dois atos de 1776 e 1779. O ato apresentou um precedente para a práxis constitucional húngara, uma vez que foi a primeira vez que uma parte do Sacro Império Romano (e um feudo hereditário dos Habsburgos) foi dada ao reino húngaro-croata. Portanto, como as propriedades croatas e húngaras tinham interesses amplamente divergentes em relação a Fiume, elas produziram interpretações muito diferentes do rescrito. Os croatas se recusaram a aceitar a leitura húngara do documento - negaram que a cidade pudesse ter sido excluída do território circundante, que já estava enquadrado em um comitatus.
Durante as guerras napoleônicas, a cidade fez parte brevemente das províncias da Ilíria, encerrando seu status de corpus separatum. Fiume retornou à coroa húngara em 1822; após a Revolução de 1848 e a promulgação da Constituição da Marcha Austríaca, a cidade foi incluída no reino autônomo da Croácia como sede de um comitatus sem autonomia especial. 

## Acordo Croata-Húngaro
Em 1868, após o Compromisso de 1867 que criou a Áustria-Hungria, a Croácia foi autorizada a negociar seu próprio acordo com a Hungria. O acordo final croata-húngaro deixou a posse de Fiume instável, aguardando futuras negociações de acordo com o artigo 66, como apareceu na versão croata, enquanto na versão húngara Fiume foi declarado um Corpus separatum diretamente conectado às terras da coroa de São Stephen e, portanto, não se enquadra no domínio da autonomia croata no reino, mas no domínio do parlamento e governo húngaro conjunto. Compreensivelmente, cada parlamento assinou seu respectivo tratado, mas quando as duas versões foram ao imperador Franz Joseph para assinar, um pedaço de papel (o Kriptic) contendo uma tradução croata da tradução húngara de Fiume havia sido colada sobre a versão croata. A liquidação foi definida como provisória. Para um acordo definitivo, era necessário um acordo da Hungria, Croácia e Fiume e nunca foi alcançado até a dissolução da Monarquia Dupla em outubro de 1918. 

## Corpus separatum (1870–1918)
A administração do Corpus separatum foi estabelecida com o Estatuto dado em 17 de abril de 1872 pelo Ministro do Interior da Hungria. No cargo mais alto de Fiume e seu distrito (em húngaro:  Fiume város és kerülete), havia o governador nomeado diretamente do rei, após uma proposta do primeiro-ministro húngaro. O governador de Fiume tinha direito a ser membro da Casa dos Magnatas. O autogoverno municipal foi confiado a um Rappresentanza de 56 membros cujo mandato durou 6 anos. Os cidadãos tinham o direito de eleger seu representante na Câmara dos Deputados. A partir de 1896, o governo húngaro reduziu o alcance da autonomia municipal praticamente encerrada em 1913. 
Fiume e o distrito administrado como Corpus separatum tinham uma área total de 21   km² e compreendia a cidade e três aldeias: 
- Cosala (italiano) ou Kozala (croata)
- Drenova (italiano e croata)
- Plasse (italiano) ou Plase (croata)

## Depois de 1918
O território de Fiume, após o final da Primeira Guerra Mundial, esteve envolvido em uma série de eventos que, após várias ocupações militares (a mais duradoura foi a liderada por Gabriele d'Annunzio, também chamada de Regência italiana de Carnaro), viu o criação de uma entidade efêmera sucessora no Estado Livre de Fiume. 
O Estado Livre existia oficialmente por 4 anos, antes de ser militarmente ocupado e anexada ao Reino da Itália como parte da Província de Carnaro em 1924, anexo que marcou o fim da autonomia histórica de Fiume. 

## Dados Demográficos
Fiume e seus arredores eram uma área de língua italiana com caráter multiétnico. Os maiores grupos étnicos e linguísticos eram italianos e croatas, que em grande parte professavam a fé católica romana. Como resultado da industrialização e urbanização durante o século XIX, a cidade central de Fiume cresceu e a migração de pessoas de todas as províncias da Dupla Monarquia foi incentivada pelas autoridades húngaras. Apesar das tentativas de magiarização das autoridades húngaras, o italiano continuou a falar nos mercados da cidade e nas relações comerciais.
O fato de o italiano ser a principal língua falada não reflete necessariamente a composição étnica da cidade e da região. Em 1851, foi realizado o primeiro e único censo em que as pessoas da área autônoma foram questionadas sobre sua afiliação étnica. Nos censos subsequentes, incluindo os realizados em 1900 e 1910, a população foi registrada de acordo com o idioma que declararam usar na vida cotidiana. Por essa razão, uma comparação dos censos de 1851, 1900 e 1910 fornece uma imagem contraditória, mas ao mesmo tempo reflete o complexo caráter étnico, cultural e linguístico da região. 
Em 1900, o corpus separatum tinha uma população de 38.955 pessoas e era composto pelas seguintes comunidades linguísticas:

### Desenvolvimento populacional
| Ano  | Número de habitantes | Densidade populacional (inv./km²) | Área de área (km²) |
| ---- | -------------------- | --------------------------------- | ------------------ |
| 1869 | 17 884               | 913,8                             | 19,57              |
| 1880 | 20 981               | 1 072,1                           | 19,57              |
| 1890 | 29 494               | 1 507,1                           | 19,57              |
| 1900 | 38 057               | 1 812,2                           | 21                 |
| 1910 | 49 806               | 2 371,7                           | 21                 |

### Grupos étnicos
| Grupo étnico | Ano 1851 (%)  |
| ------------ | ------------- |
| croatas      | 9.904 (78,7%) |
| italiano     | 693 (5,5%)    |
| eslovenos    | 1.677 (13,3%) |
| outro        | 320 (2,5%)    |
| global       | 12.594 (100%) |

### Grupos de idiomas
Fiume teve um caráter multicultural distinto por vários séculos. Várias personalidades internacionais, incluindo o ex-líder comunista da Hungria János Kádár, nasceram em Rijeka.
| idioma    | Ano 1900 (%)   | Ano 1910 (%)    |
| --------- | -------------- | --------------- |
| Outro *   | 26.564 (68,2%) | 27.307 (54,83%) |
| croata    | 7.497 (19,3%)  | 12.926 (25,95%) |
| húngaro   | 2.842 (7,3%)   | 6.493 (13,04%)  |
| alemão    | 1.945 (5,0%)   | 2.315 (4,65%)   |
| sérvio    | 55 (0,1%)      | 425 (0,85%)     |
| esloveno  | 29 (0,0%)      | 192 (0,39%)     |
| romeno    | 23 (0,0%)      | 137 (0,28%)     |
| ruthenian | 0 (0,0%)       | 11 (0,02%)      |
| global    | 38 955 (100%)  | 49.806 (100%)   |

### Grupos religiosos
| Grupo religioso  | Ano 1900 (%)   | Ano 1910 (%)    |
| ---------------- | -------------- | --------------- |
| católicos        | 36 104 (92,7%) | 45 130 (90,61%) |
| judeus           | 1.172 (3,0%)   | 1.696 (3,41%)   |
| ortodoxa grega   | 703 (1,8%)     | 995 (2,00%)     |
| calvinistas      | 423 (1,1%)     | 1.123 (2,25%)   |
| luteranos        | 261 (0,7%)     | 311 (0,62%)     |
| Católicos gregos | 73 (0,2%)      | 467 (0,94%)     |
| Unitarians       | 11 (0,0%)      | 16 (0,03%)      |
| outro            | 208 (0,5%)     | 68 (0,14%)      |
| global           | 38 955 (100%)  | 49.806 (100%)   |

## Galeria

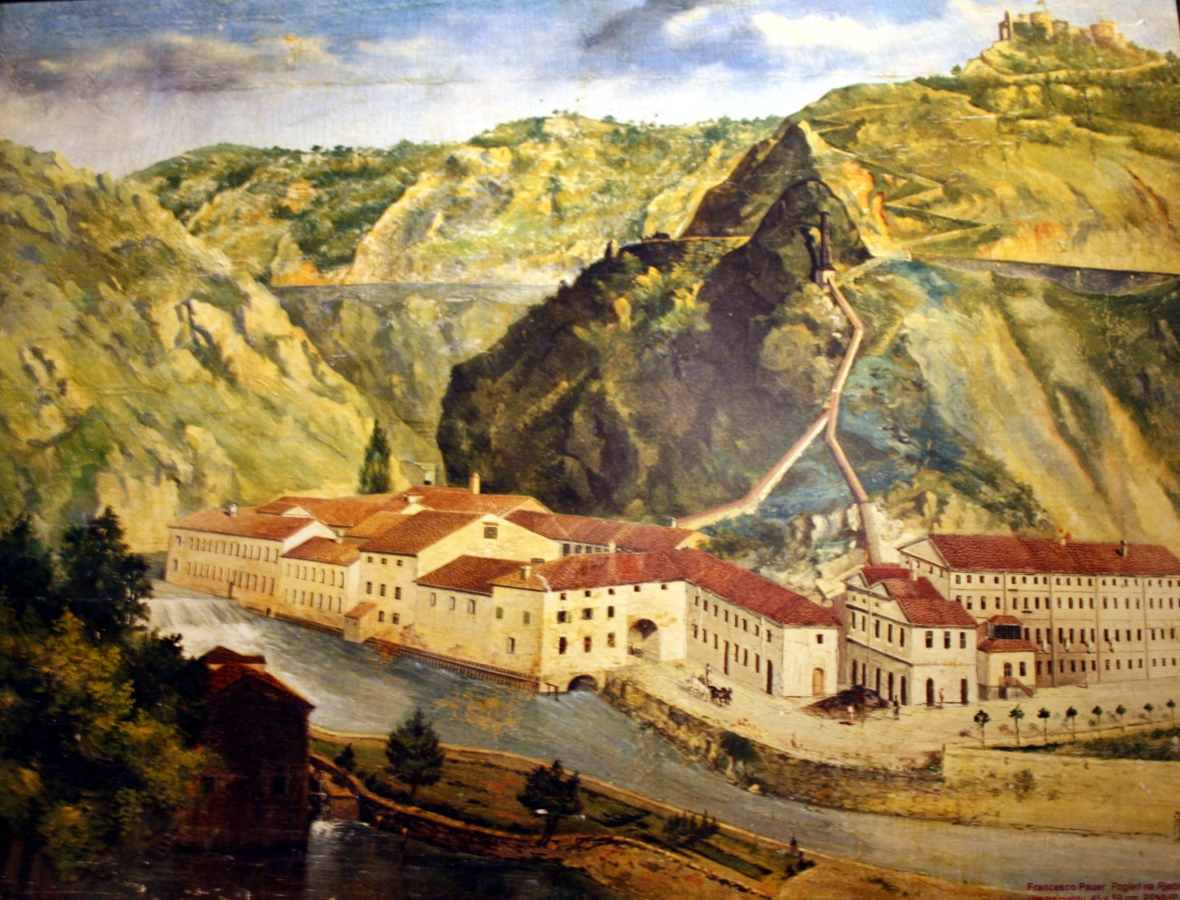
Fábrica de Papel Smith & Meynier c.1880
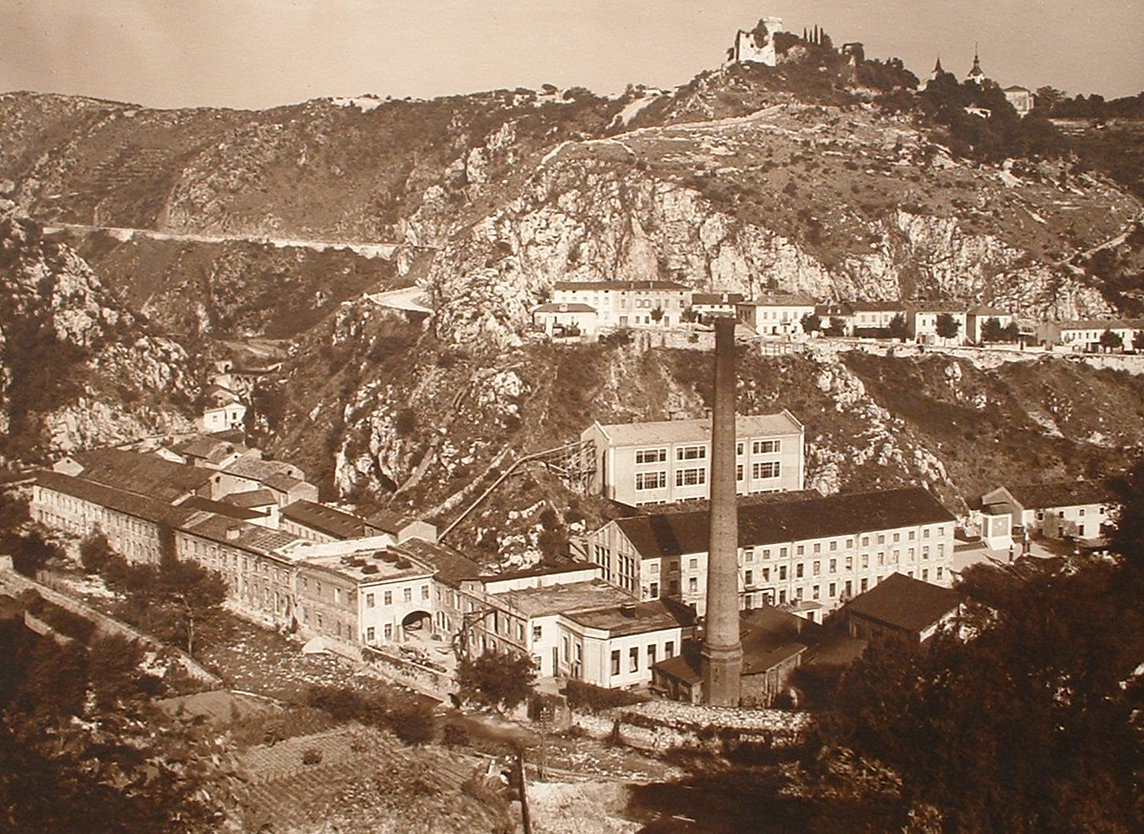
O mesmo moinho c.1900
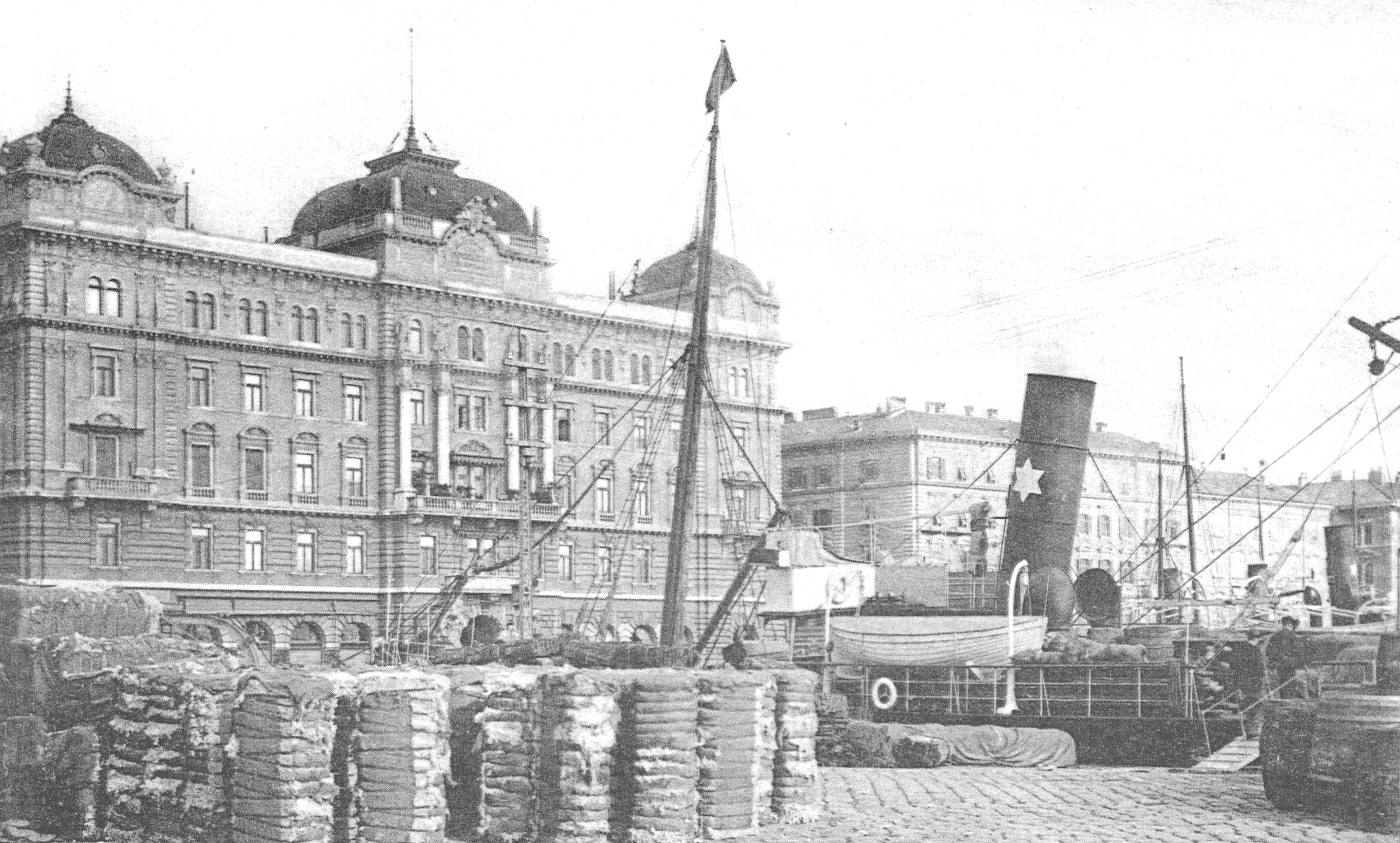
Palácio Adria, sede da Companhia Real de Navegação Mar Húngara Adria c.1900
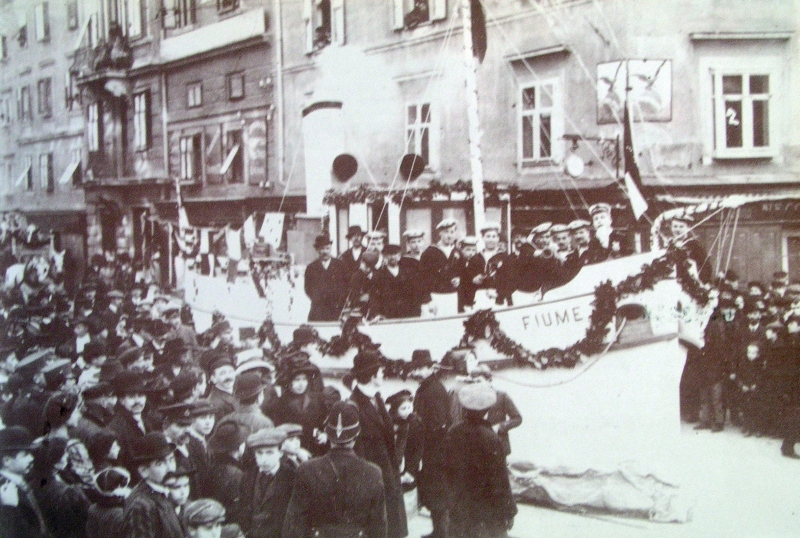
Carnaval em Fiume c.1900
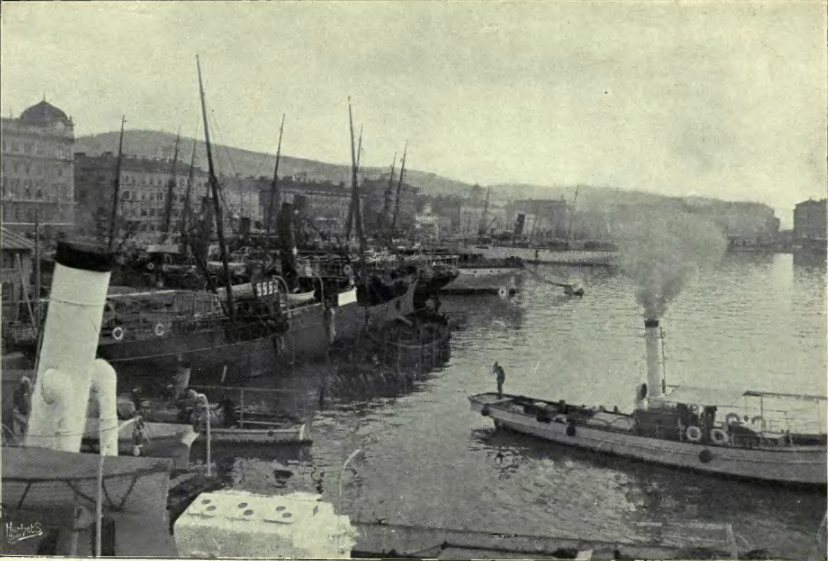
Porto de Fiume em 1909
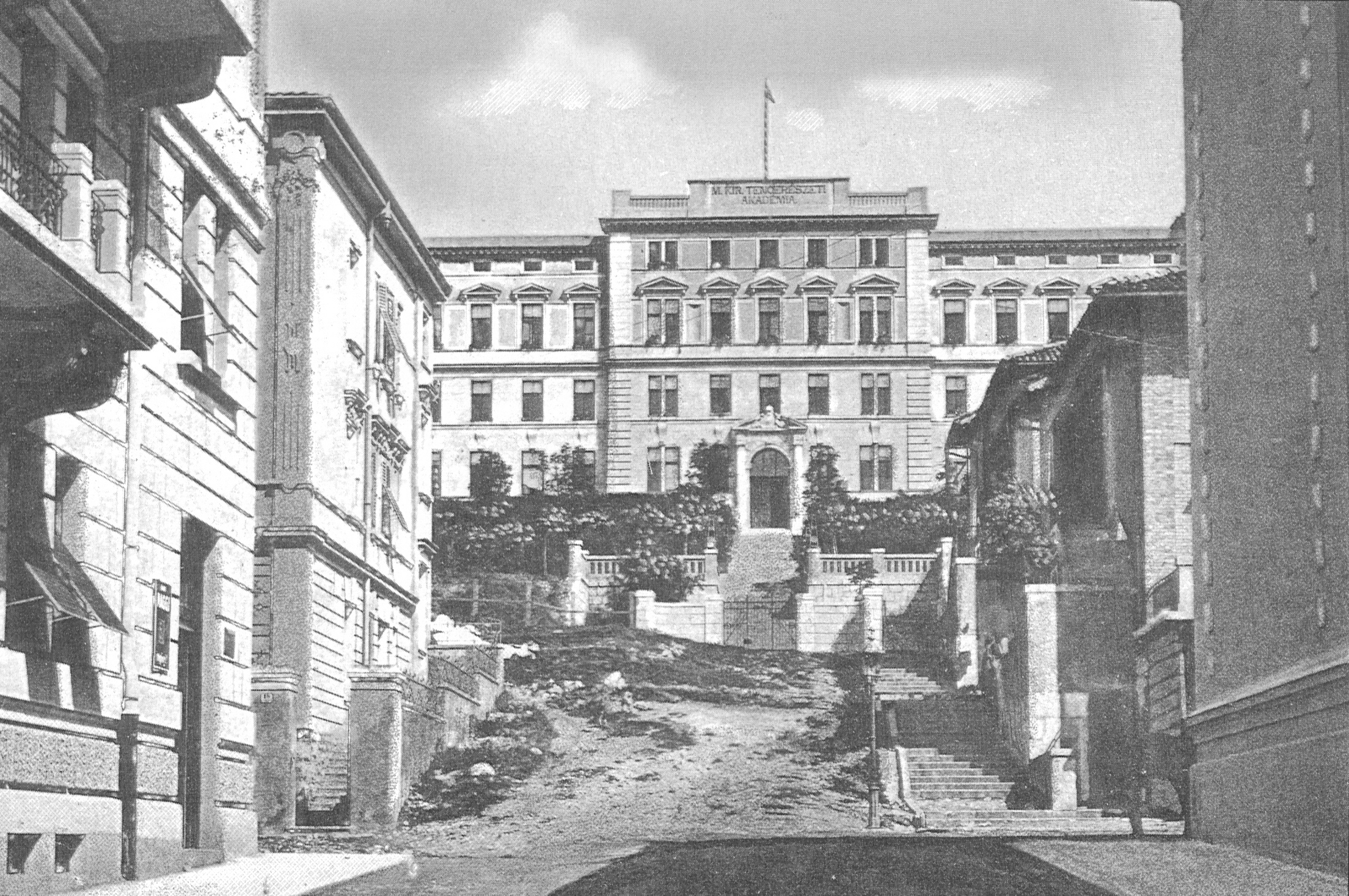
O edifício da Academia Marinha Real Húngara c.1900
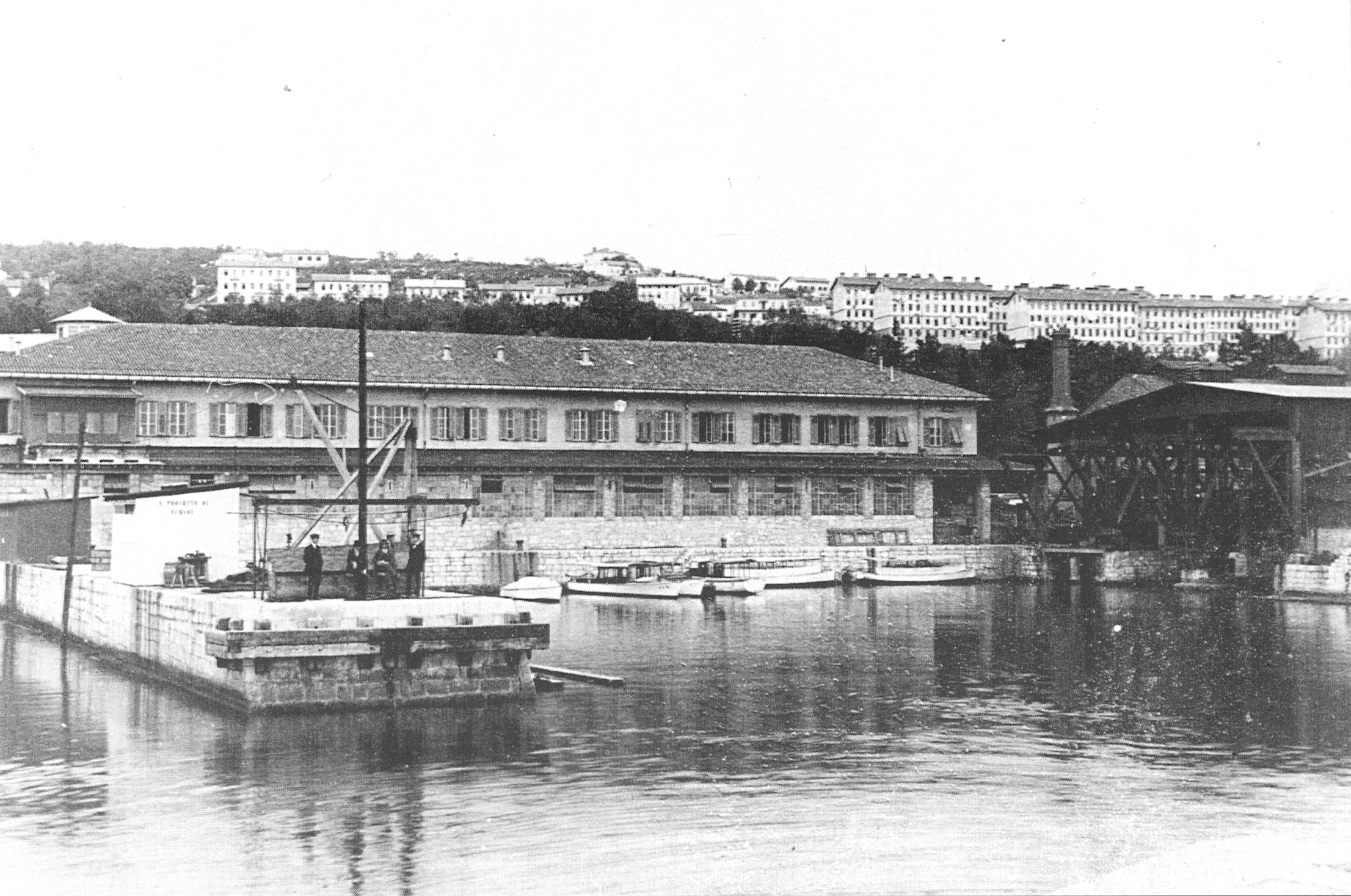
Torpedo de Whitehead em 1910
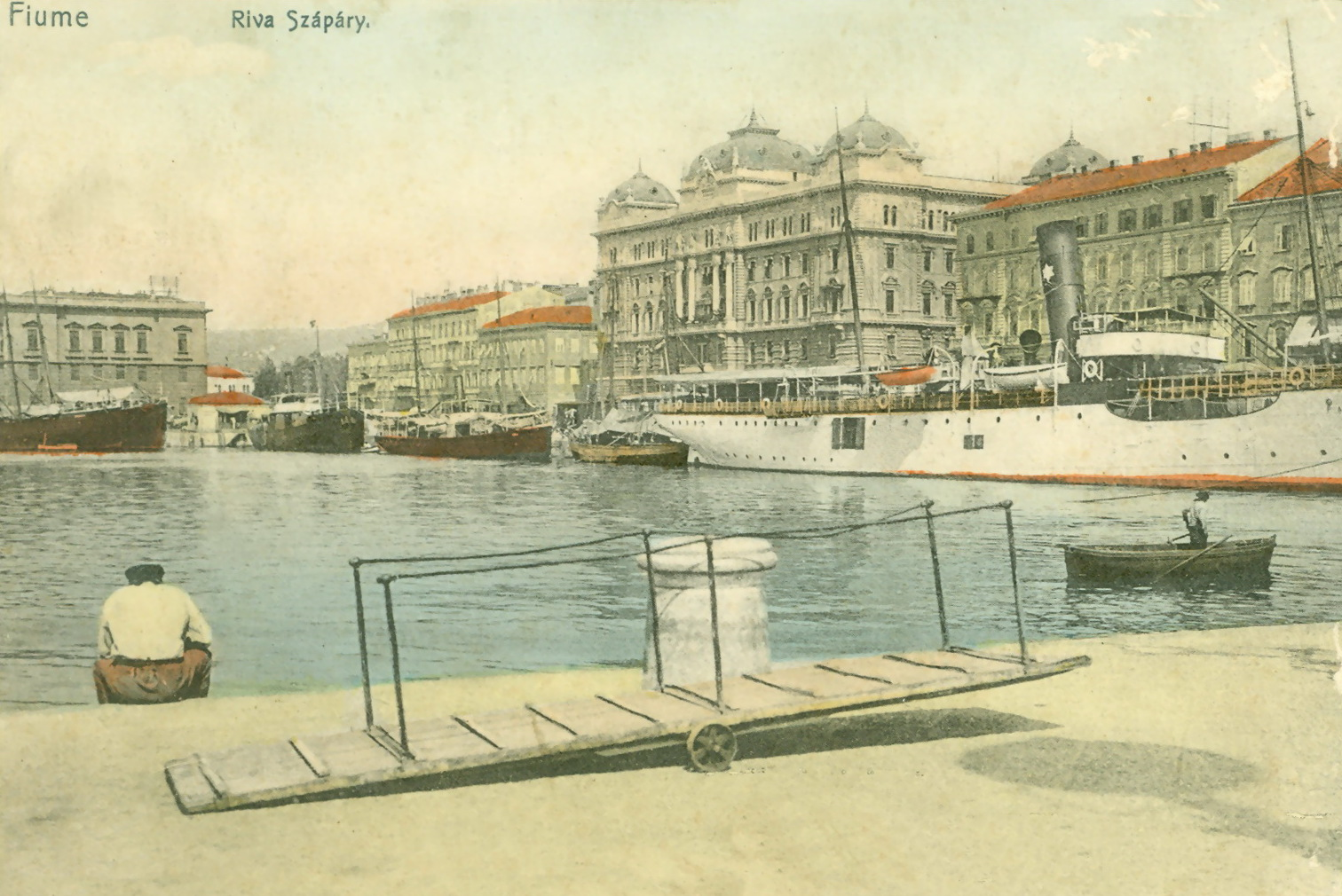
Cartão postal com o cais de Szapáry e o palácio Adria
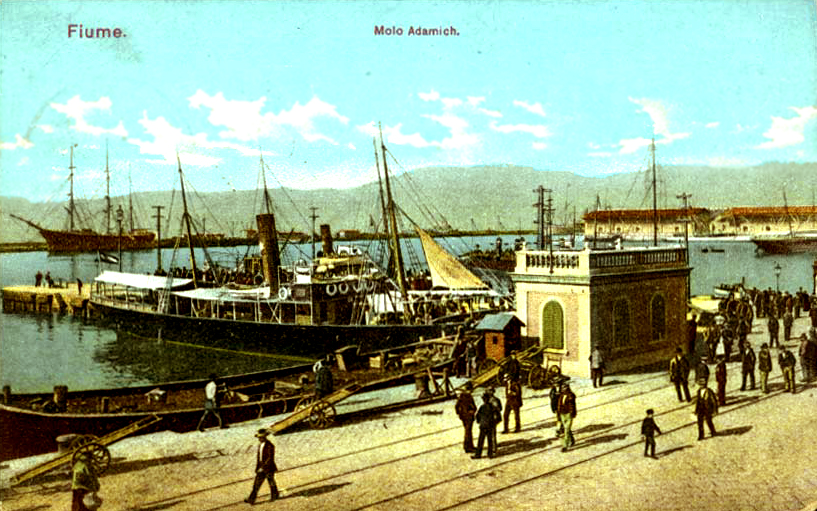
Adamich Pier em 1910
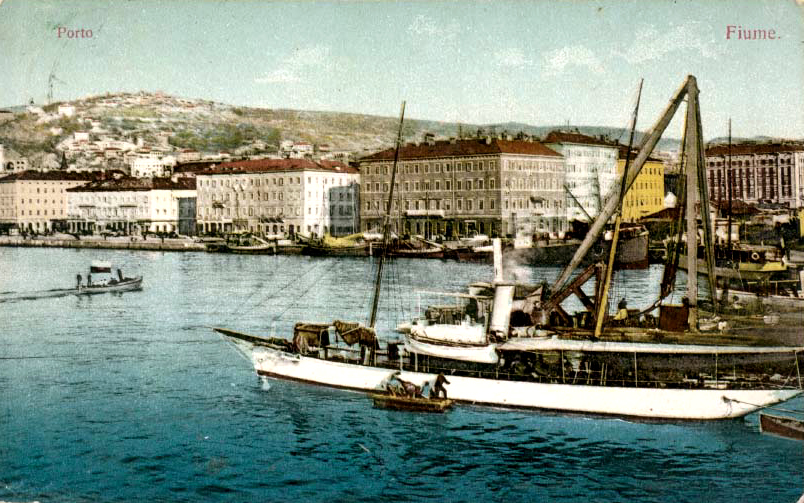
Porto de Fiume em 1910